# Marcus Williams (basket-ball, 1986)
Pour les articles homonymes, voir Williams et Marcus Williams.
Ne doit pas être confondu avec Marcus Williams (basket-ball, 1985).
Marcus Williams, né le 18 novembre 1986 à Seattle (Washington), aux États-Unis, est un joueur américain de basket-ball. Il évolue aux postes d'arrière et d'ailier.